# Léopold Victor Delisle
Léopold Victor Delisle, född 24 oktober 1826, död 21 juni 1910, var en fransk biblioteksman.
Delisle blev 1874 chef för Bibliothèque Nationale i Paris. Delisle författade skrifter i äldre fransk historia, bland annat Études sur la condition de la classe agricole et l'état de l'agriculture en Normandie au moyen âge (1851) samt utgav en mängd medeltida kartularier, aktsamlingar och liknande. Han ledde dessutom utgivandet av band 1-19 av Recueil des historiens des gaules et de la France (1869-80). Delisle var en framstående kännare av det medeltida handskriftsmaterialet och utgav, förutom Le cabinet des manuscrits de la Bibliothèque nationale (3 band, 1868-81), en rad kataloger över Parisbibliotekets handskriftsbestånd. År 1897 påbörjade han utgivandet av jätteverket Catalogue des livres imprimés de la Bibliothéque nationale.